# Schwarzau im Schwarzautal
Schwarzau im Schwarzautal là một đô thị thuộc huyện Feldbach trong bang Steiermark, nước Áo. Đô thị Schwarzau im Schwarzautal có diện tích 10,49 km², dân số cuối năm 2005 là 298 người.